# Etlich Christlich Lieder
Etlich Christlich Lieder är ett litet häfte med åtta psalmer och kallas därför ofta Achtliederbuch. Det gavs ut av Martin Luther 1524 och var den första psalmboken på tyska inom reformationen. Samma år kom de utökade psalmböckerna Erfurter Enchiridion och das Geystliche gesangk Buchleyn. Achtliederbuch är tryckt 1524 i Nürnberg av Jobst Gutknecht även om det står Wittenberg på omslaget som kamouflage.
Fyra av psalmerna är av Martin Luther, tre av Paul Speratus och en är anonym men brukar tillskrivas Justus Jonas. Boken innehåller även fyra melodier och är därmed även ett slags koralbok.

## Innehåll
| Nr | Titel                                  | Titel på svenska                               | Författare                      | Övrigt |
| -- | -------------------------------------- | ---------------------------------------------- | ------------------------------- | ------ |
| 1  | Nun freut euch, lieben Christen g’mein | Var man må nu väl glädja sig                   | Martin Luther                   |        |
| 2  | Es ist das Heil uns kommen her         | O Gud, du av barmhärtighet                     | Paul Speratus                   |        |
| 3  | In Gott gelaub ich, das er hat         |                                                | Paul Speratus                   |        |
| 4  | Hilf Gott, wie ist der Menschen Not    |                                                | Paul Speratus                   |        |
| 5  | Ach Gott, vom Himmel sieh darein       | O Herre Gud af Himmelrik, vi må det alle klaga | Martin Luther                   |        |
| 6  | Es spricht der Unweisen Mund wohl      | Then ogudachtige säger så                      | Martin Luther                   |        |
| 7  | Aus tiefer Not schrei ich zu dir       | Ur djupen ropar jag till dig                   | Martin Luther                   |        |
| 8  | In Jesu Namen wir heben an             |                                                | Okänd (eventuellt Justus Jonas) |        |

## Melodier
Psalmerna 1, 2, 3, 5 och 8 är tryckta tillsammans med en melodi. Psalmerna 2 och 5 har identisk melodi.
Den första melodin Nun freut euch, lieben Christen g’mein har Luther troligen omarbetat från en folkmelodi. Melodin användes inte i 1695 års psalmbok enligt 1921 års koralbok med 1819 års psalmer, men infördes då via J.C.F. Haeffners koralbok från Uppsala 1821, för psalm nr 46, 227 och 401.
Den andra melodin Es ist das Heil uns kommen her användes enligt 1921 års koralbok med 1819 års psalmer till flera psalmer (nr 144, 228, 370 och 411 som 1695 troligen hade annan melodi). Enligt koralboken anges det vara samma som för 1695 års psalm O Gud, du av barmhärtighet (1695 nr 220 och därmed även dess nr 65)

## Psalmer med melodier ur Achtliederbuch
- Var man må nu väl glädja sig (1695 nr 219, 1819 nr 46, 1986 nr 345) "Melodins huvudtext" men alltså inte samma melodi som 1697. Finns på Wikisource.
  - Gud är vår starkhet och vårt stöd (1695 nr 57, 1819 nr 227, 1986 nr 371) men alltså inte samma melodi som 1697.
  - Hur ljuv, o Gud, hur säll den lott (1819 nr 401)
- O Gud, du av barmhärtighet (1695 nr 220, 1819 nr 144, 1986 nr 346) "Melodins huvudtext" Finns på Wikisource.
  - Det gamla år förgånget är (1695 nr 136, 1819 nr 411, 1986 nr 514)
  - I Herrens namn far jag åstad (1819 nr 370)
  - Mitt fasta hopp till Herren står (1695 nr 65, 1819 nr 228, 1937 nr 311)